# La Barge (Wyoming)
La Barge es un pueblo ubicado en el condado de Lincoln en el estado estadounidense de Wyoming. En el año 2010 tenía una población de 551 habitantes y una densidad poblacional de 239.57 personas por km².

## Geografía
La Barge se encuentra ubicado en las coordenadas 42°15′37.84″N 110°11′49.45″O / 42.2605111, -110.1970694. Según la Oficina del Censo, la localidad tiene un área total de 2,3 km² (0,9 mi²), de la cual 2,3 km² (0,9 mi²) es tierra y 0 km² (0 mi²) (0.0%) es agua.

### Localidades adyacentes
El siguiente diagrama muestra a las localidades en un radio de 68 kilómetros (42,3 mi) de La Barge.

## Demografía
En el 2000 la renta per cápita promedia del hogar era de $38.542, y el ingreso promedio para una familia era de $45.179. El ingreso per cápita para la localidad era de $18.837. En 2000 los hombres tenían un ingreso per cápita de $47.222 contra $18.438 para las mujeres. Alrededor del 12.300% de la población estaba bajo el umbral de pobreza nacional.